# Лух (приток Межи)
Лух — река в России, протекает в Межевском районе Костромской области. Устье реки находится в 79 км по правому берегу реки Межа. Длина реки составляет 23 км, площадь водосборного бассейна 116 км².
Исток реки находится у деревни Алешково в 13 км к юго-западу от села Георгиевское. Река течёт на юго-восток, затем на северо-восток. Большая часть течения проходит по лесному массиву. Крупнейший приток — Чёрная (правый). Впадает в Межу выше деревни Аксёниха.

## Данные водного реестра
По данным государственного водного реестра России относится к Верхневолжскому бассейновому округу, водохозяйственный участок реки — Унжа от истока и до устья, речной подбассейн реки — Бассей притоков Волги ниже Рыбинского водохранилища до впадения Оки. Речной бассейн реки — (Верхняя) Волга до Куйбышевского водохранилища (без бассейна Оки).
По данным геоинформационной системы водохозяйственного районирования территории РФ, подготовленной Федеральным агентством водных ресурсов:
- Код водного объекта в государственном водном реестре — 08010300312110000015716
- Код по гидрологической изученности (ГИ) — 110001571
- Код бассейна — 08.01.03.003
- Номер тома по ГИ — 10
- Выпуск по ГИ — 0